# انجي (أغنية)
انجي (بالإنجليزية: Angie)‏ هي أغنية لفريق الروك البريطاني «ذا رولينج ستونز»، ظهرت في ألبومهم لعام 1973 " شوربة رأس الماعز. انجي هي واحدة من أشهر أغاني فريق رولينج ستونز وأكثرها شعبية. أستمرت الأغنية 13 أسبوعًا على قوائم أفضل أغاني البوب وحققت المركز الأول في أمريكا، وكانت بمثابة صرعة عالمية، حيث أعادت ترسيخ الفريق في أعلى القوائم بعد ألبومهم السابق "المنفى في الشارع الرئيسي. حيث عانى الفريق من أداء تجاري ضعيف نسبيًا.

## خلفية الأغنية
تُنسب الأغنية (مثل معظم أغاني الرولينج ستونز) إلى كل من ميك جاجر وكيث ريتشاردز، ولكن من المسلم به أن ريتشاردز كتبها بالكامل تقريبًا. تم تسجيل «أنجي» في نوفمبر وديسمبر 1972 وهي أغنية تعتمد على الجيتار الصوتي وتصف نهاية قصة حب.
صدرت كأغنية فردية في أغسطس 1973، وصعدت مباشرة إلى قمة بيلبورد هوت 100 الأمريكية ووصلت إلى المركز الخامس في المملكة المتحدة. كانت الأغنية أيضًا رقم 1 في كل من كندا وأستراليا لمدة خمسة أسابيع، وتصدرت القوائم في العديد من البلدان في جميع أنحاء أوروبا وبقية العالم.
كانت هناك تكهنات بأن الأغنية كانت عن انجيلا زوجة ديفيد بوي الأولى، أيضا قيل أنها عن ابنة كيث ريتشاردز الجديدة، دانديليون أنجيلا، كما كانت التكهنات ترجح ان المقصود بها الممثلة انجي ديكنسون، لكن ريتشاردز قال أن العنوان مستوحى من ابنته الرضيعة. ومع ذلك، في مذكراته لعام 2010، قال ريتشاردز إنه اختار الاسم عشوائيًا عند كتابة الأغنية، قبل أن يعرف أن طفلته سيُطلق عليه اسم أنجيلا أو حتى يعرف أن المولود سيكون فتاة، وأن الأغنية لا تتعلق بأي شخص.

## طاقم العزف والتسجيل
- ميك جاجر: غناء رئيسي وغناء مساند وجيتار كهربائي وهارمونيكا[17]
- كيث ريتشاردز: جيتار كهربائي وغناء مساند وجيتار باس وجيتار اكوستك[18]
- ميك تايلور: جيتار كهربائي وغناء مساند وجيتار اكوستك وجيتار باس[19]
- بيل وايمان: جيتار باس[20]
- تشارلي واتس: طبول[21]
- نيكي هوبكنز: بيانو[22]

## كلمات الأغنية
| النص الأصلي | الترجمة |
| --- | --- |
| Angie, Angie When will those clouds all disappear? Angie, Angie Where will it lead us from here? With no loving in our souls And no money in our coats You can't say we're satisfied But Angie, Angie You can't say we never tried Angie, you're beautiful, yeah But ain't it time we said goodbye? Angie, I still love you Remember all those nights we cried? All the dreams we held so close Seemed to all go up in smoke Let me whisper in your ear Angie, Angie Where will it lead us from here? Oh, Angie, don't you weep All your kisses still taste sweet I hate that sadness in your eyes But Angie, Angie Ain't it time we said goodbye? Yeah With no loving in our souls And no money in our coats You can't say we're satisfied But Angie, I still love you, baby Everywhere I look, I see your eyes There ain't a woman that comes close to you Come on, baby, dry your eyes But Angie, Angie Ain't it good to be alive? Angie, Angie They can't say we never tried | انجي، انجي متى ستختفي كل هذه الغيوم؟ انجي، انجي إلى أين ستأخذنا الدنيا؟ بلا حب في نفوسنا ولا مال في جيوبنا لا يمكنك القول إننا راضون لكن انجي، انجي لا يمكنك القول أننا لم نحاول أنجي، أنت جميلة، أجل لكن ألم يحن الوقت لنقول وداعا؟ إنجي، ما زلت أحبك تذكرِ كل تلك الليالي التي بكيناها؟ كل الأحلام التي احتضناها يبدو أنها تبخرت في الهواء دعني أهمس في أذنك انجي، انجي إلى أين نحن ذاهبين من هنا؟ أوه، إنجي، لا تبكي كل قبلاتك لا تزال حلوة المذاق أكره ذلك الحزن في عينيك لكن انجي، انجي ألم يحن الوقت لنقول وداعا؟ بلى بلا حب في نفوسنا ولا مال في جيوبنا لا يمكنك القول إننا راضون لكن أنجي، ما زلت أحبك يا حبيبي في كل مكان أنظر، أرى عينيك لا توجد امرأة تشبهك تعال، حبيبي، جففِ عينيك لكن انجي، انجي هذا لا يمكن ان يستمر في العيش؟ انجي، انجي لا يمكنهم القول إننا لم نحاول قط |

## وصلات خارجية
انجي
انجي